# 圣约翰 (迈恩-科布伦茨县)
圣约翰（德語：Sankt Johann，發音：[zaŋkt ˈjoːhan]）是德国莱茵兰-普法尔茨州迈恩-科布伦茨县的市镇，总面积4.31平方千米，2023年12月31日总人口为919人。